# Mário Laginha
Mário João Laginha dos Santos (Lisboa, 25 de abril de 1960) é um pianista e compositor português da área do jazz. 
Para Mário Laginha, fazer música é sobretudo um acto de partilha. E tem-no feito com personalidades musicais fortes: Maria João, Bernardo Sassetti e Pedro Burmester. Nos três duos é evidente a sua criatividade, uma grande solidez rítmica, uma enorme riqueza harmónica e melódica.
Criou o Trio de Mário Laginha, com o contrabaixista Bernardo Moreira e o baterista Alexandre Frazão. Esta é, talvez, a formação que está mais próxima do Jazz, ainda que não com um estilo convencional; e integra ainda o trio LAN, com o saxofonista Julian Argüelles e o percussionista Helge Andreas Norbakken.
Mário Laginha participou nos mais importantes festivais de Jazz do mundo, nomeadamente o Festival de Jazz de Montreux, Festival do Mar do Norte, Festival de Jazz de San Sebastian ou o Festival de Jazz de Montreal.
Tem também provado o seu talento e inspiração ao lado de músicos tão excepcionais quanto Wayne Shorter, Wolfgang Muthspiel, Trilok Gurtu, Gilberto Gil, Lenine, Armando Marçal, Ralph Towner, Manu Katché, Dino Saluzzi, Kai Eckhardt, Julian Argüelles, Steve Argüelles, Howard Johnson ou Django Bates.
Com enorme versatilidade e domínio da composição, escreveu para formações como a Big Band da Rádio de Hamburgo, a Orquestra Metropolitana de Lisboa, a Orquestra Filarmónica de Hannover, o Remix Ensemble, o Drumming Grupo de Percussão e a Orquestra Nacional do Porto.

## Biografia
Mário Laginha aprendeu piano na infância. A ideia de seguir a carreira de pianista tomou forma quando ouviu Keith Jarrett. Estudou piano na escola de jazz "Louisiana", em Cascais, dirigida por Luís Villas Boas, e depois na Academia de Amadores de Música e no Conservatório de Música de Lisboa, onde teve como professores Carla Seixas e Jorge Moyano, tendo terminado o curso de piano com 20 valores.
O primeiro trabalho profissional aconteceu no teatro, na peça Baal, de Brecht, no Teatro da Trindade. Mas a entrada a sério no mundo do jazz deu-se ao integrar o quinteto da cantora Maria João, com o qual gravou dois discos nos anos 1980: Quinteto Maria João (1983) e Cem Caminhos (1985), com standards e alguns originais. O duo que anos depois formaria com a Mária João resultou em mais de uma dezena de discos e foi um forte marco na cena musical portuguesa.
Ao mesmo tempo que tocava com Maria João, Mário Laginha criou o Sexteto de Jazz de Lisboa, com Carlos Martins, Tomás Pimentel, Edgar Caramelo e os irmãos Pedro e Mário Barreiros, com os quais gravou o LP Ao Encontro, de 1988. Com os irmãos Barreiros tocou também em trio.
Mário Laginha foi investindo cada vez mais nas suas próprias composições, afastando-se da interpretação do jazz clássico e dos standards. Em 1987, com o apoio da Fundação Gulbenkian, estreou o Decateto de Mário Laginha durante o festival Jazz em Agosto; as composições e arranjos eram totalmente seus. Nesse mesmo ano,  foi considerado pela crítica o melhor músico de Jazz português.
Ao longo dos anos, trabalhou em parceria com outros grandes nomes da música portuguesa: Pedro Burmester (o concerto de dezembro de 1993, no Centro Cultural de Belém, deu origem ao disco "Duetos"), Carlos Bica, José Peixoto e José Salgueiro (na altura, 1991, conhecidos pelo nome de grupo Cal Viva), João Paulo Esteves da Silva (em 1993 criaram o grupo Almas & Danças).
Em 1993 Mário Laginha compôs a música original da banda sonora do filme Passagem por Lisboa do cineasta Eduardo Geada.
Em 1994 lançou o primeiro disco assinado com o seu nome, Hoje. No mesmo ano saíu Danças, onde voltou a colaborar com Maria João, num duo e amizade pessoal que persistem até hoje. Os dois gravaram vários discos e colaboraram em espetáculos de teatro, cinema e outras artes.
A 9 de junho de 1995, foi agraciado com o grau de Oficial da Ordem do Infante D. Henrique.
Em 1999 Mário Laginha iniciou uma colaboração de grande êxito com Bernardo Sassetti. Desde então, deram vários concertos e lançaram dois álbuns: Mário Laginha e Bernardo Sassetti (2003), e  Grândolas (2004), disco integrado na comemoração dos 30 anos do 25 de Abril.
Em 2005 gravou o seu primeiro disco a solo, Canções e Fugas.
A 30 de janeiro de 2006, foi elevado ao grau de Comendador da Ordem do Infante D. Henrique.
Em 2007 atuou ao vivo com Pedro Burmester e Bernardo Sassetti, no CCB (Lisboa), concerto esse que foi editado em DVD com o título 3 Pianos. O repertório inclui temas de música clássica, música erudita moderna e temas dos próprios pianistas.
Em 2008 tocou com Bernardo Sassetti e Camané no espetáculo Vadios, no CCB, num espetáculo que juntou o jazz e o fado. Mantém com Camané uma parceria, que resultou na edição do disco Aqui Está-se Sossegado, em 2019.
Para além do trabalho desenvolvido com o seu trio (com Bernardo Moreira, no contrabaixo, e Alexandre Frazão, na bateria), com o qual editou os discos Jangada (2022), Espaço (2007) e Mongrel (2010), gravou dois álbuns em nome do LAN trio, com Julian Argüelles e Helge Andreas Norbakken: Setembro (2017) e Atlântico (2020). 

## Discografia
- Jangada (2022), com Bernardo Moreira (contrabaixo) e Alexandre Frazão (bateria)
- Atlântico (2020) LAN trio Julian Argüelles e Helge Andreas Norbakken
- Aqui Está-se Sossegado (2019) com Camané
- Setembro (2017) LAN trio com Julian Argüelles (saxofone) e Helge Andreas Norbakken (percussão)
- Grândolas (2014) com Bernardo Sassetti
- Terra Seca (2013) Mário Laginha Novo Trio, com Bernardo Moreira (contrabaixo) e Miguel Amaral (guitarra portuguesa)
- André Mehmari e Mário Laginha ao Vivo no Auditório Ibirapuera (2013)
- Follow the Songlines (2019), com Maria João, David Linx, Diedrik Wissels e Orquestra Nacional do Porto
- Mongrel (2010)
- Chocolate (2008)
- 3 Pianos (DVD - 2007)
- Espaço (2007)
- Perfil (2006)
- Canções e Fugas (2006)
- Tralha (2004)
- Grândolas - Seis Canções e Dois Pianos nos Trinta Anos de Abril (2004)
- Piano a 4 mãos - Mário Laginha e Bernardo Sassetti (2003)
- Undercovers (2002)
- Mumadji (2001)
- Chorinho Feliz (2002)
- Lobos, Raposas e Coiotes (1999)
- Cor (1998)
- Fábula (1996)
- Danças (1994)
- Sol (Cal Viva) (1992)
- Duetos (com Pedro Burmester) (1993)
- Hoje (1994)
- Ao Encontro (1988) Sexteto de Jazz de Lisboa
- Cem Caminhos (1985)
- Quinteto Maria João (1983)

## Prémios
- 2022 - Prémios Sophia: Melhor Banda Sonora Original pelo filme Campo de Sangue
- 2021 -  Prémio Sophia: Melhor Banda Sonora Original pelo filme Ordem Moral
- 2020 - PLAY - Prémios da Música Portuguesa com o disco “Aqui está-se sossegado” (com Camané)
- 2020 - Nomeação para os prémios Grammy Latinos 2020 com o disco “Aqui está-se sossegado” (com Camané)
- 2019 - Nomeação para os prémios Grammy Latinos 2020 com a canção Sem Palavras (letra João Monge, interpretação António Zambujo)
- 2017 - Prémios Sophia: Melhor Banda Sonora Original pelo filme Cinzento e Negro
- 2011 - Victoire du Jazz para o álbum Follow the Songlines, com Maria João, David Linx, Diedrik Wissels e Orquestra Nacional do Porto
- 2007 - Prémio Carlos Paredes
- 2006 - Grande Prémio SPA-Millennium bcp